# جفری کی هدن
جفری کی. هدن Jeffrey K. Hadden (۲۲ اوت ۱۹۳۶–۲۶ ژانویهٔ ۲۰۰۳) استاد جامعه‌شناسی آمریکایی بود. او کار تدریس خود را در دانشگاه وسترن رزرو و سپس در دانشگاه ویرجینیا از سال ۱۹۷۲ آغاز کرد و دکترای خود را در سال ۱۹۶۳ در دانشگاه ویسکانسین-مدیسون، با عنوان جمعیت‌شناس و بوم‌شناس انسانی گرفت.
او در حین تدریس جامعه‌شناسی شهری در WRU، به همراه لوئیس اچ ماسوتی و کلوین جی لارسن، متروپلیس در بحران: دیدگاه‌های اجتماعی و سیاسی نوشت. او به همراه ماسوتی، کتاب شهرنشینی حومه‌ها (انتشارات سیج ۱۹۷۳) هدن کتاب‌های علمی متعددی منتشر کرد. و مقالاتی در باب دین بررسی دین از منظر نظریه جنبش اجتماعی می‌پردازد و هدف اصلی خود را مطالعه تطبیقی دین و سیاست می‌داند.
در دهه ۱۹۶۰، هدن در مورد دخالت روحانیون پروتستان لیبرال، در جنبش حقوق مدنی مطالعه کرد و به قلم تحریر درآورد و احتمالاً بیشتر به خاطر مطالعاتش در مورد مبلغان مذهبی و ظهور جناح راست مسیحی در ایالت متحده آمریکا در طول دهه ۱۹۸۰ شناخته می‌شود و در مورد وزارتخانه‌های جری فالول در نزدیکی لینچبورگ و پت رابرتسون در ویرجینیا بیچ مطالعه داشت.
در طول سال‌های اوج فعالیت حقوق مدنی وی در جنوب، او متوجه شد که روحانیون انجیلی پیوسته از دخالت روحانیون لیبرال به این دلیل که دین و سیاست نباید با هم درآمیزند، انتقاد می‌کردند که این سبب شد تا علاقه هدن به مبلغان مذهبی به‌طور قابل‌توجهی برانگیخته شود، زیرا به‌طور فزاینده‌ای برای او آشکار شد که روحانیون خودشان برای دخالت و نفوذ در روند سیاسی پیش‌دستی می‌کنند.
هدن بسیار پرتلاش بود و اولین نشریه او با موضوع پخش مذهبی با عنوان "نجات روح از طریق ویدئو" در " قرن مسیحی " در سال ۱۹۸۰ منتشر شد.
در سال ۱۹۹۸، هدن بر ساخت سه وب سایت در مورد موضوعات آزادی مذهبی در دانشگاه ویرجینیا برنامه‌ریزی و نظارت کرد، که آنها شامل: صفحه آزادی مذهبی، پخش مذهبی، و پروژه صفحه اصلی جنبش‌های مذهبی می‌شدند. تلاش او در این زمینه، شامل مشارکت صدها دانشجوی لیسانس بود که دروس جامعه‌شناسی جنبش‌های دینی جدید هدن را در آن دوره گذراندند.
در سال ۱۹۹۳ او یک اثر دو جلدی با عنوان کتاب راهنمای فرق و فرق در آمریکا را با همراهی دیوید بروملی (استاد جامعه‌شناسی در دانشگاه ویرجینیا کامنولث) مورد ویرایش قرار داد.
هدن مقالات متعددی و همین‌طور ۲۵ کتاب را در طول زندگی حرفه ای خود به ثمر رساند. وی در ۲۶ ژانویه ۲۰۰۳ در سن ۶۶ سالگی بر اثر سرطان پانکراس در شارلوتزویل ویرجینیا درگذشت.

## کتابشناسی جزئی
برخی از کتاب‌های هدن عبارتند از
- کلان‌شهر در بحران: دیدگاه‌های اجتماعی و سیاسی، (1967) FE Peacock, ASIN B0006D80Y4
- طوفان تجمع در کلیساها، (1969) Doubleday. شابک 0385033265
- Religion in Radical Transition, (1973) 166 pp. Transaction Publishersشابک ‎۰۸۷۸۵۵۰۷۰۴
- باند گیدئون: مطالعه موردی کلیسا در کنش اجتماعی. (1974). 245pp, United Church Press,شابک ‎۰۸۲۹۸۰۲۷۵۴
- واعظان پرایم تایم: قدرت رو به رشد تلهوانجلیسم. با چارلز ای. سوان. (۱۹۸۱). ریدینگ، MA: انتشارات آدیسون-وسلی.
- ادیان نبوی و سیاست: دین و نظام سیاسی. (1986) 144 pp. Paragon House Publishers,شابک ‎۰۹۱۳۷۵۷۵۳۵
- رابطه ناآرام آمریکا با ادیان غیر مسیحی و شرقی. (۱۹۸۶) مؤسسه توماس جفرسون (۱۹۸۶)
- Televangelism: قدرت و سیاست در مرز خدا. با انسون شوپ (۱۹۸۸). نیویورک: هنری هولت.
- سکولاریزاسیون و بنیادگرایی با آنسون شوپ بازنگری شد. (۱۹۸۹). خانه پاراگون.شابک ‎۰۹۱۳۷۵۷۹۶۹شابک 0913757969
- Religion and Social Order: The Handbook on Cults and Sects in America with Bromley D. (1993). مطبوعات JAIشابک ‎۱۵۵۹۳۸۴۷۷۸